# 29 Draconis
29 Draconis, eller DR Draconis, är en eruptiv variabel av RS Canum Venaticorum-typ (RS) i stjärnbilden Draken.
29 Dra har visuell magnitud +6,624 med en amplitud av 0,082 enheter och en period av 26,74 dygn.